# Цибенешть (комуна)
Цибенешть, Цибенешті (рум. Țibănești) — комуна у повіті Ясси в Румунії. До складу комуни входять такі села (дані про населення за 2002 рік):
- Веленій (344 особи)
- Глоденій-Гиндулуй (2498 осіб)
- Грієшть (279 осіб)
- Жигорень (709 осіб)
- Ресбоєнь (815 осіб)
- Реча (187 осіб)
- Тунгужей (711 осіб)
- Цибенешть (2080 осіб)

Комуна розташована на відстані 291 км на північ від Бухареста, 33 км на південний захід від Ясс.

## Населення
За даними перепису населення 2002 року у комуні проживали 7623 особи, усі — румуни. Усі жителі комуни рідною мовою назвали румунську.
Склад населення комуни за віросповіданням:
| Релігія       | Кількість осіб | Відсоток |
| ------------- | -------------- | -------- |
| православні   | 7225           | 94,8%    |
| адвентисти    | 326            | 4,3%     |
| п'ятдесятники | 47             | 0,6%     |
| бретрени      | 16             | 0,2%     |
| лютерани      | 2              | < 0,1%   |
| римо-католики | 1              | < 0,1%   |
| старообрядці  | 1              | < 0,1%   |
| не релігійні  | 1              | < 0,1%   |